# Tuzla, Gürgentepe
Tuzla là một xã thuộc huyện Gürgentepe, tỉnh Ordu, Thổ Nhĩ Kỳ. Dân số thời điểm năm 2010 là 170 người.